# József Csermely
József Csermely (ur. 3 stycznia 1945 w Kunhegyes) – węgierski wioślarz, srebrny medalista olimpijski.

## Kariera
Wystąpił na igrzyskach olimpijskich w Meksyku w 1968, gdzie osada Węgier w składzie: Zoltán Melis, György Sarlós, József Csermely i Antal Melis zdobyła złoty medal w czwórkach bez sternika. W finale o 2,46 sekundy przegrali z osadą NRD, a o 2,37 sekundy wyprzedzili osadę Włoch. Na rozgrywanych cztery lata później igrzyskach olimpijskich w Monachium w tej samej konkurencji odpadł w repasażach pierwszej rundy. 
Ponadto zdobył także srebrne medale w czwórkach bez sternika na mistrzostwach Europy w Vichy (1967) i mistrzostwach Europy w Klagenfurcie (1969).
16 razy zdobywał tytuł mistrza Węgier. Kształcił się na Uniwersytecie Techniczno-Ekonomicznym w Budapeszcie uzyskując dyplom z inżynierii mechanicznej.
Csermely jest szwagrem Zoltána i Antala Melisów.